# Маккейн, Джон Сидни (младший)
Джон Си́дни «Джек» Макке́йн-младший (англ. John Sidney McCain, Jr.; 17 января 1911 — 22 марта 1981) — адмирал ВМС США, участник вооружённых конфликтов с 1940-х по 1970-е годы, командующий Тихоокеанским командованием ВС США.
Вырос в г. Вашингтон, в 1931 году окончил военно-морскую академию США после чего поступил на подводный флот. В годы Второй мировой войны командовал подлодками на различных театрах оперативных действий, его команда потопила несколько японских кораблей. Удостоился Серебряной и Бронзовой звёзд. После войны занимал различные посты, специализировался на механизированном десанте. В 1965 году возглавил вторжение в Доминиканскую республику. Занимал также руководящие посты в Вашингтоне, в частности в управлении законодательных вопросов флота и пост главы военно-морской информации (назначение — связи с общественностью), где приобрёл влияние в политических кругах. Маккейн был твёрдым антикоммунистом, выступал за мощное военно-морское присутствие, за что получил прозвище «мистер военно-морская мощь».
В ходе Вьетнамской войны Маккейн возглавлял Тихоокеанское командование ВС США, с 1968 по 1972 годы возглавлял все американские вооружённые силы во Вьетнаме. Маккейн решительно поддерживал политику президента Никсона в вопросе «вьетнамизации войны». Маккейн сыграл значительную роль в милитаризации американской политики по отношению к Камбодже, помог убедить Никсона предпринять военные действия против Камбоджи в 1970 году, установил личные отношения с камбоджийским лидером Лон Нолом. Маккейн также выступал за вторжение в Лаос, которое произошло в 1971 году. В 1972 году Маккейн ушёл в отставку.
Его отец Джон Сидни Маккейн-старший был тоже адмиралом, морским авиатором. Оба они стали первой парой «отец и сын» достигших звания адмирала в ВМС США. Его сын Джон Сидни Маккейн-третий стал военно-морским авиатором и угодил во вьетнамский плен во время пребывания своего отца, Маккейна-младшего на посту главы Тихоокеанского командования. Затем он ушёл в отставку в звании капитана, стал сенатором а в 2008 году баллотировался на выборах президента США от Республиканской партии.

## Биография

### Ранние годы
Маккейн родился в г. Каунсил-Блаффс, штат Айова. Его отец был одним из младших офицеров на борту броненосного крейсера USS Washington и в то время находился в плавании. Его мать к моменту родов ехала через страну, чтобы навестить свою сестру. Семья называла его Джек, другие добавили к его имени слово «младший», что ему нравилось меньше. Семья Маккейнов имеет давнюю военную историю, его дядя по отцу – бригадный генерал армии Александр Маккейн. Другие представители семейного древа также проходили военную службу и участвовали во многих войнах.
Детство Маккейна прошло на различных военно-морских базах, затем семья перебралась в Северо-западный округ г. Вашингтон. Маккейн учился в местных школах и подрабатывал продавцом газет. Большую часть его детства отец провёл вне дома, в связи со службой, основная тяжесть воспитания легла на мать. Маккейн  окончил Центральную хай-скул района.
В 1927 году в возрасте 16 лет Маккейн поступил в военно-морскую академию США. Ему не нравились традиции дедовщины и ограничения Академии. В ходе первых лет учёбы он заслужил множество взысканий и получал посредственные оценки. Как написал один из его биографов, «[Маккейн] ...отлучался в полночь без разрешения и провёл большую часть своих первых четырёх лет в раздорах с начальством и отбывая большое количество внеочередных нарядов». Сам Маккейн позднее заметил: «Я был известен как строптивый первокурсник, который не всегда соблюдал конкретные нормы и правила в отношении старшеклассников. Некоторые из старшеклассников требуют от вас такие вещи, которые, как видите, могут только вызвать у меня протесты и бунт». К одному времени Маккейн получил столько взысканий, что это поставило под угрозу его пребывание в Академии. Особенную опасность несли его гулянки и пьянки, поскольку в то время в стране действовал сухой закон. Большую часть его последних лет в Академии ему был запрещён вход в Бэнкрофт-холл, место жительства мичманов, вместо этого ему пришлось жить на плавучей казарме Reina Mercedes . Маккейн окончил Академию в 1931 году с результатом 423-й из 441 учеников класса, т.е. 19-й с конца.
После выпуска Маккейн в звании энсина получил назначение на борт линкора «Оклахома» на Тихом океане. Он пытался поступить в лётную школу и стать военно-морским авиатором, но был отвергнут из-за шумов в сердце. Вместо этого он поступил в школу подводников на базе подводного флота в г. Нью-Лондон, штат Коннектикут. Эту школу он закончил с показателем 28-й из 29 учеников класса.
Во время стоянки линкора «Оклахома» в г. Лонг-Бич, штат Калифорния Маккейн повстречал Роберту Райт (род. 1912), первокурсницу Университета Южной Калифорнии. Её отец был преуспевающим нефтяником. После того как мать Роберты заявила, что не желает, чтобы её дочь встречалась с моряком, пара сбежала в г. Тихуана, Мексика, где 21 января 1933 года сыграла свадьбу в ресторане Цезаря Кардини. Маккейн был отстранён на пять дней от службы за самовольную отлучку с корабля. У них родились трое детей: Джейн Александра «Сэнди» Маккейн (1934-2019), Джон Сидни Маккейн-третий (1936-2018) и Джозеф Пинкни Маккейн-второй (род. 1942 на военно-морской базе Нью-Лондон).
Семья часто переезжала с места на место, поскольку Маккейна переводили с Нью-Лондона на Перл-Харбор и на различные базы Тихого океана. Роберте пришлось взять главную роль в воспитании детей. В 1934 году Маккейн был отмечен в рапорте за верность и за образцовое исполнение служебного долга, но в докладе о его физическом  состоянии говорилось, что он страдает от нервозности. Маккейн проходил лечение от потери веса в военно-морском госпитале Перл-Харбора. Маккейн служил на старых подлодках эры первой мировой войны S-45 и R-13. С 1938 по 1940 годы он пребывал в военно-морской академии, где преподавал электротехнику мичманам. Позднее он заметил: «Ребята быстро поняли, что им никогда не стоит пытаться запудрить мозги старому пудрителю мозгов». В 1940 и в начале 1941 года он плавал на более современной подлодке USS Skipjack (SS-184)  (капитан Ларри Фримен), находящейся в составе 15-го субдивизиона Тихоокеанского флота (командующий Ральф Кристи). В апреле 1941 года Маккейн получил под своё первое командование старую подлодку О-8, возвращённую в строй в качестве учебного судна школы подводников в Нью-Лондоне.

### Вторая мировая война
После нападения японцев на Перл-Харбор в 1941 году Маккейн ещё долго не смог увидеть свою семью. Находясь в звании лейтенанта-коммандера, он был назначен командиром на подлодку USS Gunnel, присоединившись к экипажу в мае 1942 года для прохождения испытаний и ввода подлодки в строй в августе 1942 года.
В ноябре 1942 года пять подлодок, в том числе USS Gunnel участвовали во вторжении в северную Африку. Оперативные условия были неблагоприятны: переполненные воды, плохая погода, смешанные сигналы, развёртывания не было достигнуто. Как и многие другие подлодки «Gunnel» был по ошибке атакован самолётом союзников. Дизеля подлодки системы Hooven-Owens-Rentschler (H.O.R.) (называемые шлюхами) создавали проблемы, в один из периодов в ходе возвращения домой передаточные механизмы всех четырёх двигателей вышли из строя и в походе по последним 1900 км оставшихся до дома экипажу Маккейна пришлось полагаться на свои небольшие вспомогательные двигатели. «Gunnel» вернулся на верфь для обширного ремонта, его место на патрульной базе в Северной Африке заняла USS Haddo (SS-255) капитана Уолласа Лента.
После переоборудования «Gunnel» получила приказ присоединиться к Тихоокеанскому флоту и в июне 1943 года вошла в состав патрулей в Восточно-китайском и Жёлтом морях. 15 июня команда Маккейна торпедировала грузовоз «Койо-мару» (6400 тонн) в Цусимском проливе. «Койо-мару» затонул. Утром 19 июня «Gunnel» атаковала японский конвой, направлявшийся в Шанхай. Подводникам удалось торпедировать и потопить грузовоз «Токива-мару» (7000 тонн) и попасть в небольшое судно. Эскортные корабли конвоя долго преследовали «Gunnel», сбрасывая глубинные бомбы, повредившие подлодку и бросая абордажные кошки, задевавшие корпус подлодки. Несколько часов подлодка находилась под водой у поверхности, потом всплыла. Маккейн вышел на мостик. Японские корабли обстреляли подлодку, которая выпустила торпеды, одна из них попала в японский эсминец (потом выяснилось, что это был береговой минный заградитель «Цубаме») и потопила его. Маккейн приказал снова погрузиться. Японские корабли продолжили поиск. После 36 часов почти полностью проведённый под водой батареи подлодки почти разрядились, воздух нагрелся и фактически стал негодным для дыхания. Подлодка снова всплыла, готовясь к неравному артиллерийскому бою с японскими преследователями, но они направились в противоположном направлении и американцам удалось ускользнуть. Постоянные проблемы с дизелями подлодки сократили время в патруле до 11 дней, Маккейн был вынужден идти в Перл-Харбор. Несмотря на сокращённый срок пребывания в патруле «Gunnel» занял второе место по тоннажу потопленных судов среди 16 подлодок, действующих в этом оперативном районе Тихого океана в этом месяце.
За действия в этом патрулировании Маккейн удостоился медали «Серебряная звезда». В цитате указывалось: «За выдающуюся храбрость и отвагу в бою на посту командира подлодки во вражеских  контролируемых японцами водах …[и] мужество под огнём и агрессивный боевой дух.» Маккейн по свойствам своей личности отлично подошёл для военных подводных обязанностей. Многие командиры подводных лодок США, обученные в мирное время, чрезмерно сосредоточились на соблюдении правил и официальной тактической доктрины; им не хватало агрессивности и способности импровизировать, чего требовал конфликт на Тихом океане, и к концу первого года войны почти треть из них была признана непригодной и снята с командования.
«Ганнел» стал первой из подлодкок, действующих с базы на Перл-Харборе где были заменены дизели производства Hooven, Owens, Rentschler, and Company (H.O.R.) и вернулась к боевым обязанностям у Иводзимы в декабре 1943 года. Получив предупреждение от разведстанции HYPO о присутствии в водах авианосцев подлодка Маккейна в ночь с 2 на 3 декабря выпустила четыре торпеды в авианосец «Дзуйхо» с очень большого расстояния 5.500 метров, но они миновали цель, поскольку авианосец резко сменил курс. Хотя Маккейн не добился попадания, он стал одним из немногих американских командиров подлодок атаковавших вражеские авианосцы. В ходе этого патрулирования «Ганнел» потопил один корабль водоизмещением в 4 тыс. тонн.

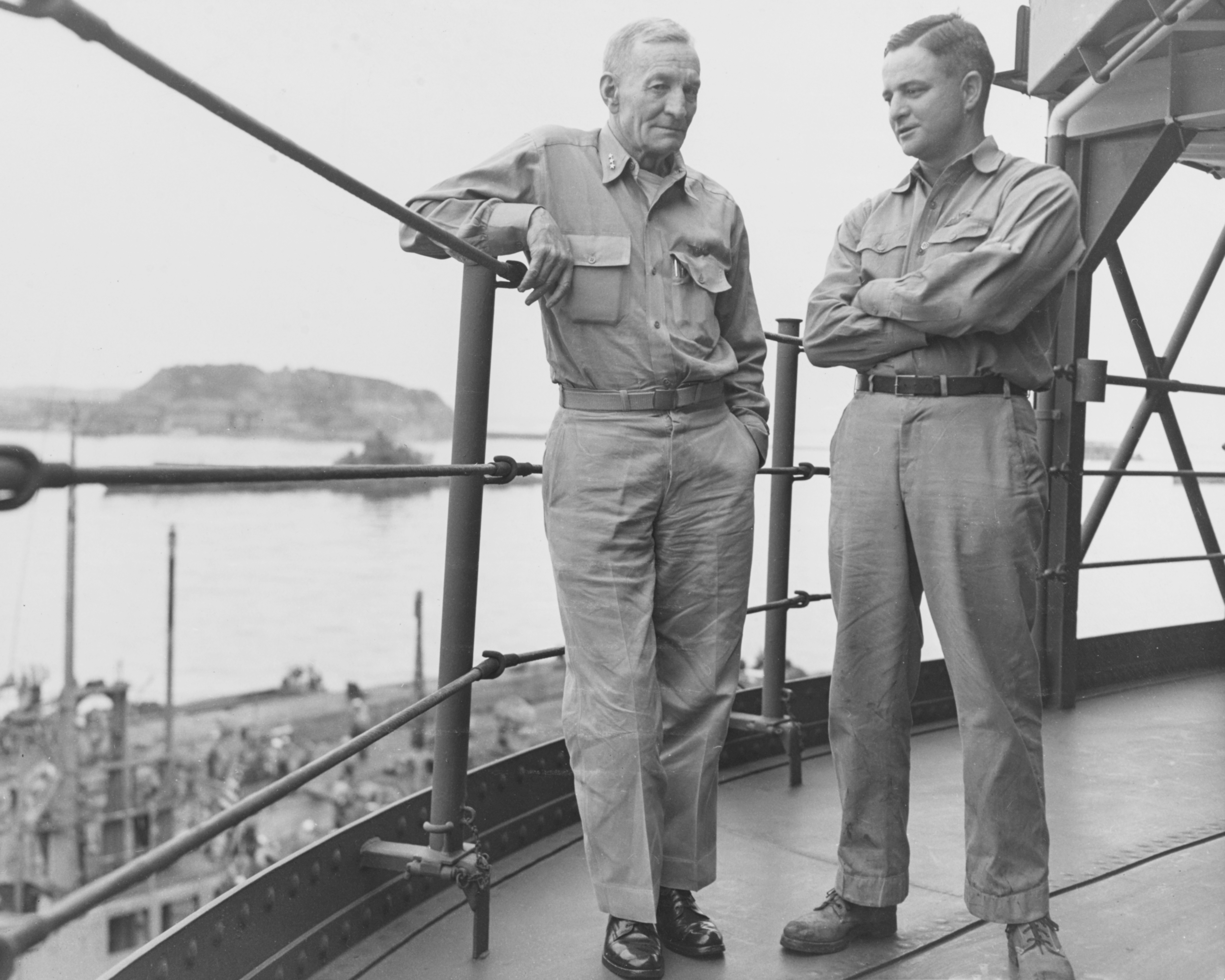
Отец и сын Маккейны на борту американского военного корабля в Токийском заливе 2 сентября 1945 года.

18 марта 1944 года находясь в патрулировании у берегов филиппинской провинции Тави-Тави, главной базы японского флота на Филиппинах Маккейн снова атаковал авианосец. Подлодка выпустила торпеду с огромного расстояния в 8.200 м, промахнулась, после чего на неё было сброшено 16 глубинных бомб. В последующие четыре дня Маккейн попытался атаковать тот же авианосец, но не смог к нему подойти ближе, чем на 9.300 м.
В ходе американского майского авиаудара 1944 года по Сурабайе «Ганнел» держался близ берегов Тави-Тави вместе с подлодкой «Англер» капитана Роберта Олсена, но Маккейн не предпринимал атак на японские корабли. Маккейн перенес свои операции на побережье Индокитая, где 8 июня преследовал конвой в сопровождении авианосца. Он не смог приблизиться ближе, чем на 28 км. В июле 1944 года Маккейн был отозван для краткой поездки в Новый Лондон.  
По возвращении на Перл-Харбор командование флота в октябре 1944 года поручило Маккейну командование новой подлодкой «Дентуда», вошедшей в строй 30 декабря 1944 года. Маккейн был произведён в коммандеры. В ходе первого патрулирования под командованием Маккейна «Дентуда» повредила большое грузовое судно и потопила два сторожевых катера в Восточно-Китайском море и в Тайваньском проливе. За эти достижения Маккейн удостоился Бронзовой звезды с литерой «V».
По завершении войны Маккейн привёл «Дентуду» в Токийский залив и встретился со своим отцом, командовавшим в конце войны Быстроходной авианосной группой. Отец Маккейна умер четыре дня после церемонии капитуляции Японии в Токийском заливе.
Кроме серебряной и бронзовой звёзд Маккейн получил ещё два письменных поощрения. Командующий написал: «Его рвение в исследовании и разработке новых подводных тактик и оружия было выдающимся».

### Мистер «Военно-морская мощь»
После войны Маккейн остался в рядах флота, его семья поселилась в Северной Виргинии. Он занимал пост директора архива управления кадров ВМС до начала 1949 года. В январе 1949 года Маккейн опубликовал статью в ежемесячном журнале Proceedings военно-морского института с обзором вызовов к обучению флота, появившихся в ядерную эру. В это же год Маккейн принял командование над 71-й дивизией подлодок на Тихом океане и отплыл на флагманском корабле подлодке «Карп», посетив некоторые военно-морские базы и совершив два исследовательских похода в полярных северных водах, принёсших новые знания о стратегических районах с растущей значимостью действия подлодок.
С февраля по ноябрь 1950 Маккейн занимал должность старшего офицера на тяжёлом крейсере «Сент-Пол» июня 1950 участвовал в начальной стадии Корейской войны, направив боевую группу 77 для патрулирования Тайваньского пролива.
В звании капитана Маккейн занимал ряд постов в Пентагоне поочерёдно с различными командными должностями. С 1950 по 1953 он был директором центра подводных исследований и развития, в 1953-1954 командиром 6-й эскадры (флагман «Си Леопард») на Атлантике, в 1954-1955 командовал боевым транспортным кораблём «Монровия» на Средиземном море, в 1955-1957 директором группы анализа прогресса, в 1957-1958 командиром тяжёлого крейсера «Олбани». В течение трёх лет Маккейн много раз посещал Военно-морскую академию, чтобы увещевать своего сына Джона, который как и его отец имел проблемы с учёбой. Один из биографов отметил: «Немногие отцы и сыновья могли бы быть более похожи друг на друга в юношеском возрасте, чем Джек Маккейн и Джон Сидни III: похоже юношеское стремление к бунтам заложено в их ДНК».
В ноябре 1958 года Маккейн был повышен в звании до контр-адмирала. С 1958 по 1960 он служил в офисе военно-морского министра, в должности главного офицера связи в офисе юридических дел. Там он обзавёлся многими полезными политическими связями с сенаторами, конгрессменов, адмиралами и генералами. Многие часто посещали его дом в Вашингтоне. Позднее Маккейн стал членом республиканского клуба Capitol Hill Club. Маккейн также был членом клуба «Космос», клуба армии и флота, клуба Chevy Chase (все были расположены в Вашингтоне), также был масоном 33-го общества. Его жена Роберта также вносила вклад в успех мужа. Начальники Маккейна отзывались о ней как о «чудесной» и «обворожительной» принимая в качестве гостей влиятельных конгрессменов Карла Винсона, Ричарда Рассела-младшего и Эверетта Дирксона. Сын Маккейна Джон Сидни III стал свидетелем таких взаимодействий и через двадцать лет занял такую же роль на пути к своей политической карьере. В это время контр-адмирал Маккейн стал эффективным адвокатом флота на слушаниях в Конгрессе и закулисных переговорах и помог убедить Конгресс восстановить бюджетные ассигнования, ранее удалённые за счёт программ строительства авианосцев.
С 1960 по 1962 Маккейн занимал ряд командных постов в Атлантике, командовал второй механизированной десантной группой и подготовкой механизированных десантных операций, служил на кораблях Taconic и Mount McKinley. В 1962 – 1963 был главой отдела связей с общественностью, благодаря чему устанавливал связи с вашингтонской прессой, что в дальнейшем помогало ему в карьере. В ходе гибели атомной подлодки «Трешер» в апреле 1963 года он объяснял общественности, почему поиск обломков будет долгим и трудным, и защитил военно-морской флот от обвинений в опоздании в раскрытии деталей катастрофы. В июле 1963 года Маккейн был повышен в звании до вице-адмирала и возглавил все механизированные десантные силы Атлантического флота. Он выступил с идеей операции «Морская орбита» - кругосветного плавания трёх атомных подлодок без дозаправки, похожее на кругосветное плавание Великого белого флота, в котором за столетие до этого участвовал его отец. В 1964 году Маккейн возглавил учения «Стальной пик» у побережья Испании, ставшей величайшей механизированной высадкой десанта в мирное время, за это он был повторно награждён орденом «Легион почёта». После этого он защищал работу торгового флота Соединенных Штатов перед комитетом Конгресса по торговому морскому промыслу и рыболовству и стал видным общественным защитником геостратегической важности торгового флота.
В 1964 году Маккейн был избран потомственным членом общества Цинциннати штата Виргиния, поскольку происходил от капитана Джона Янга, служившего в составе войск штата Виргиния в ходе Американской революции.
В апреле 1965 года Маккейн возглавил вторжение США в Доминиканскую республику, командуя боевой группой №124, поддерживавшей военную оккупацию, пока не закончился бунт. Маккейн позднее заметил: «Некоторые осуждают это как «необоснованное вмешательство», но коммунисты были готовы выдвинуться и захватить власть. Люди могут не любить вас когда вы должны быть сильными, но они уважают вас за это и учатся вести себя, когда вы сильные». Он также тесно работал с Элсуортом Банкером, американским послом в организации американских государств, проводившим переговоры с местными фракциями. За эту операцию Маккейн удостоился ордена «Легион Почёта».
В дальнейшем Маккейн занимал одновременно три поста: вице-председателя делегации военно-штабного комитета ООН, командующим берегового восточного фронта и командующего резервным атлантическим флотом. Пост в ООН считался завершением карьеры, но благодаря политическим связям Маккейну удалось продолжить карьеру.
Большую часть карьеры Маккейн был известен низкорослой и тощей фигурой, сварливым характером and trademark cigar. и пристрастием к определённому сорту сигар. Один из начальников написал: «Есть только один Джек Маккейн! Вице-адмирал Маккейн благодаря своему энтузиазму, честности и очарованию завоевал множество друзей официально и неофициально…« Маленький человек с сигарой» известен каждому». Маккейну нравилось общаться с нижними чинами и узнавать их мнение. Он так часто чертыхался, что заработал прозвище «Добрый чёртов Маккейн», его обычное приветствие в начале дня было «Доброе чёртово утро». Его часто спрашивал, как он различает жену Роберту и её сестру-близнеца Ровену на что он однажды ответил, улыбаясь и попыхивая сигарой «Это их проблема». Чтобы поддержать форму он ежедневно прыгал по 200 раз на скакалке. У него развилась проблема с алкоголизмом во время его карьеры, и он сократил употребление алкоголя, чтобы это не мешало ему командовать или отчитываться по физической подготовке, хотя иногда он терпел неудачи.
Маккейн был убежденным сторонником важности сильного военно-морского присутствия и получил заслуженную репутацию в военных кругах Конгресса, иногда без одобрения, как «мистер военно-морская мощь». Он регулярно с возрастающим рвением произносил речи на эту тему и работал со своими многочисленными политическими связями, и некоторые видели в этом попытку получить повышение в должности. Во время холодной войны Маккейн подчёркивал важность сохранения военно-морского превосходства над Советским Союзом. Особое беспокойство у него вызывало растущее число советских подлодок называя их «прямой угрозой нашему свободному использованию мирового океана.» Во время длительных политических дебатов в США в отношении торговых морских сил он продолжал подчеркивать важность торгового флота, выступая с иллюстрированным докладом под названием «Тотальная мокрая война», где заявлялось, что Советы скоро обгонят флот по количеству, и заключил, что «наше свободное использование морей будет играть все возрастающую роль в мировой ситуации в будущем».
Начиная с 1965 года лидер меньшинства в Сенате Дирксен отстаивал перед президентом Линдоном Джонсоном кандидатуру Маккейна для повышения в звании до четырёхзвездного адмирала. У Маккейна были как сторонники, так и недоброжелатели на флоте, но высшие командиры мешали его назначениям в ООН, и у министра обороны США Роберта Макнамары сложилось впечатление, что Маккейн не был сильным командиром. Джонсон был обязан Дирксену за то, что он нарушил закон о гражданских правах 1964 года, и поэтому в 1966 году Джонсон попросил Макнамару найти путь для повышения Маккейна в звании.

### Вьетнамская война
В феврале 1967 года Маккейн был повышен в звании до адмирала (повышение вступило в силу в мае) и стал командующим ВМС США на европейском театре, со штабом в Лондоне. Церемония передачи командования берегового восточного фронта прошла на старом флагмане его отца авианосце USS Wasp. Маккейн был в третий раз награждён орденом «Легион почёта» за свою службу на постах ООН. С эскалацией Вьетнамской войны Маккейн выступал решительным сторонником вывода из резерва линкоров типа «Айова» для поддержки операций по береговому обстрелу. После инцидента с кораблём USS Liberty в июне 1967 года он получил приказ предстать перед военно-морским судом по расследованиям.
Сын Маккейна лейтенант-коммандер Джон Маккейн-третий, ставший военно-морским авиатором попал в плен в северовьетнамцам в октябре 1967 года, после того как его самолёт сбили в ходе бомбардировки Ханоя, при этом Маккейн-третий получил тяжёлые ранения. Благодаря известности адмирала Маккейна новость о пленении его сына попала на первые полосы газет. Маккейн и его жена Роберта стоически восприняли новость , при посещении званого обеда в Лондоне, не показывая, что что-то не так, хотя первоначальные новости подразумевали, что их сын вряд ли выжил после сбивания самолёта. Позднее Маккейн мало говорил на публике о пребывании его сына в плену, супруги получали вести, что он жив и «ради этого стоит жить».
Маккейн продолжал расширять свое видение советской угрозы, говоря, что морская цель Советов "охватывает не только использование моря в военных целях, но также связана с мировой политикой, экономикой, торговлей и технологиями", и сравнивал его пропагандистскую ценность с космической гонкой.

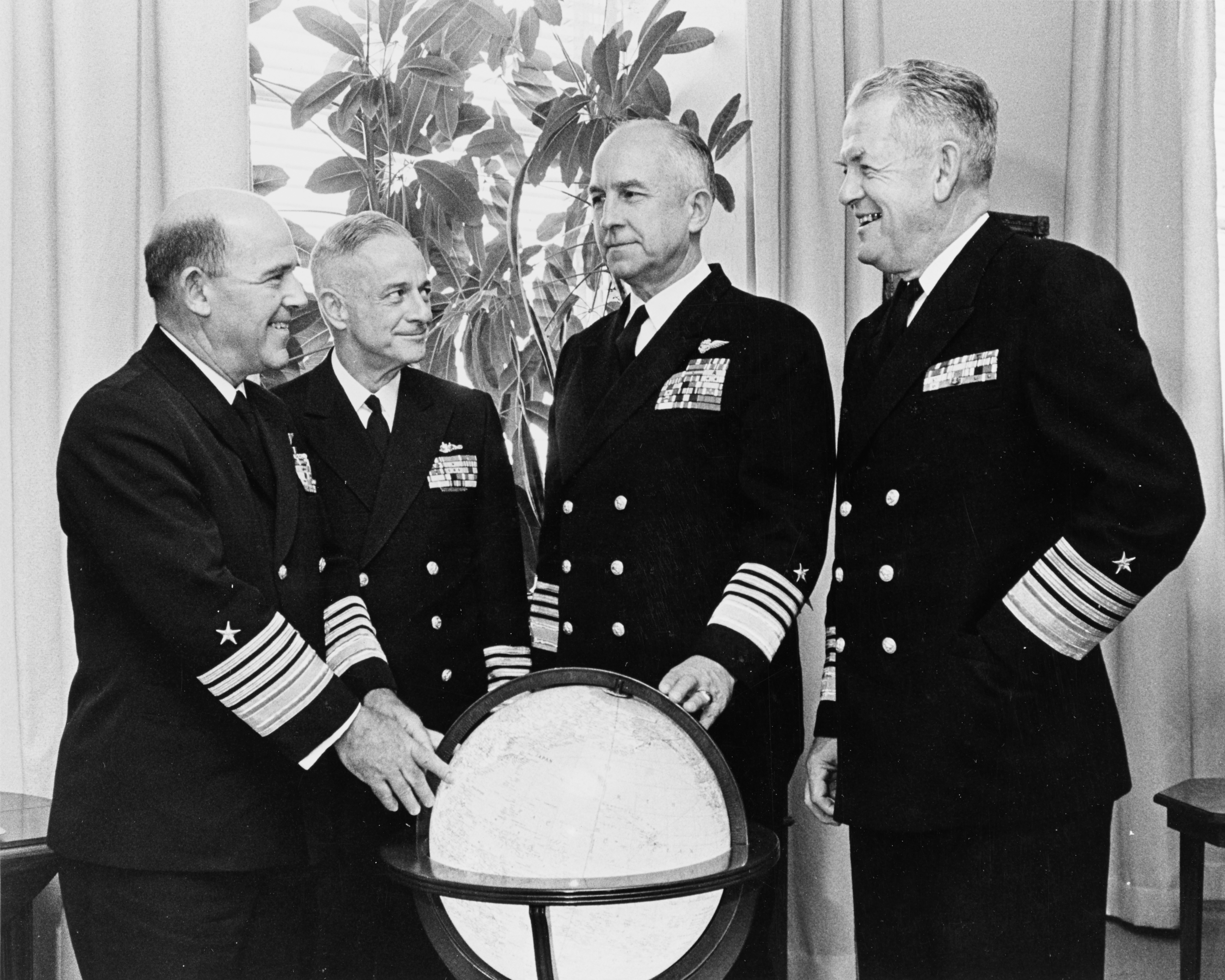
1968 год. Старшие офицеры флота вокруг глобуса. адмиралы Джон Хайланд, Джон Маккейн, Томас Мурер (руководитель ВМО) и Эфраим Холмс.

В апреле 1968 года на пике Вьетнамской войны президент Джонсон назначил Маккейна главой Тихоокеанского командования (CINCPAC). Маккейн вступил в должность в июле 1968 года, его штаб находился в Гонолулу, он возглавил все силы США на вьетнамском театре. Перед тем как пойти на такой беспрецедентный шаг Джонсон рассматривал кандидатов не из состава ВМФ, в том числе армейского генерала Уильяма Уэстморленда, который как раз готовился оставить пост главы командования по оказанию военной помощи Вьетнаму (MACV). Ключевым фактором, повлиявшим на решение Джонсона стала веская рекомендация Элсуорта Бункера  , который занимал пост посла США в Южном Вьетнаме. На церемонии передачи командования ВМС США на европейском театре Маккейн был награжден военно-морской медалью «За выдающуюся службу».
Маккейн был убежденным сторонником теории домино . Находясь на посту главы Тихоокеанского командования он подчёркивал, что видит в качестве серьёзной угрозы расширение влияния коммунистического Китая. Маккейн получил известность в Пентагоне и в прессе за свои пылкие брифинги посвящённые угрозе «Чиком», на которых он показывал карты с ярко-красными когтями или стрелами, простирающимися от ярко-красного Китая на большую части области, за которую Маккейн отвечал. Для кого-то Маккейн был самым убедительным и энергичным оратором военно-морского флота, но для других он говорил дольше, чем было необходимо. Маккейн полагал, что роль Тихоокеанского командования заключается как в противостоянии крупным коммунистическим державам с помощью превосходящих и мобильных сил, так и в обеспечении сдерживающих сил для защиты небольших стран от «агрессии, будь то явная военная сила или подрывная деятельность и просачивание».
С приходом к власти администрации президента Никсона в январе 1969 года вышел тайный меморандум №1 по исследованию вопросов национальной безопасности, содержащий взгляды представителей высшего руководства на политику Никсона «вьетнамизации войны». Среди этих личностей было разделение во взглядах, но Маккейн был среди тех, кто сохранял относительный оптимизм, полагая, что северные вьетнамцы перейдут к мирным переговорам из-за [своей] военной слабости, реального прогресса умиротворения. проводимого властями Южного Вьетнама и благоприятного течения войны. В то время у Маккейна случился лёгкий инсульт, но через месяц он вернулся к работе. После инспекционной поездки по Южному Вьетнаму в декабре 1969 года Маккейн по-прежнему с оптимизмом смотрел на ход войны и способность южно-вьетнамских сил нести большее бремя. Маккейн не очень верил в движение против войны во Вьетнаме; в ответ на популярный [антивоенный] лозунг «Занимайся любовью, а не войной», он сказал классу Военно-морской академии 1970 года, что они являются частью братства, «сотрудников которого вполне хватит на то чтобы заниматься и любовью и войной».
Маккейн сыграл важную роль в расширении экспансии США в Камбодже. В апреле 1970 года Маккейн на личных встречах с Никсоном в Гонололу и с советником по национальной безопасности Генри Киссинджером в Сан-Клементе, штат Калифорния осветил угрозу от действий северовьетнамских сил в Камбодже и в Лаосе. В частности он заявил, что правительство Лон Нола вскоре потерпит крах, если действия Северного Вьетнама не получится остановить и что обладая безопасной базой [в Камбодже] северовьетнамцы смогут атаковать Южный Вьетнам, что может привести к провалу политики вьетнамизации войны. Кроме этого Маккейн заявил, что график продолжающегося вывода наземных сил США из Вьетнама должен быть гибким. Маккейн с помощью своего непосредственного начальника главы командования по оказанию военной помощи Вьетнаму генерала Крейтона Абрамса смог убедить Никсона осуществить вторжение в Камбоджу в этом же месяце. Впоследствии Киссинджер сказал одному из адмиралов «Надо смотреть, чтобы Маккейн не крутился слишком много вокруг президента, он слишком его воспламеняет».

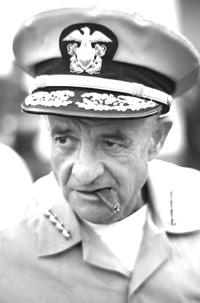
Маккейн после повышения в звании до адмирала

К концу 1970 года Маккейн был обеспокоен тем, что план Киссинджера по активному участию южновьетнамских войск в сохранении камбоджийского режима поставит под угрозу прогресс вьетнамизации. Тем не менее, Маккейн участвовал в политике США по поддержке камбоджийского лидера Лон Нола, совершал визиты в Пномпень, чтобы дать ему гарантии и оценить состояние камбоджийцев. Когда в начале 1971 года Лон Нола постиг инфаркт, он восстанавливался в гостевом домике Маккейна в Гонололу. В то же время была организована программа Группы по доставке военной техники для оказания военной помощи правительству Камбоджи. Маккейн получил контроль над этой деятельностью (вместо командования по оказанию военной помощи Вьетнаму) и постоянно обращался к Пентагону с просьбой предоставить больше оружия и персонала чтобы поддержать конфликт, о котором он конфиденциально говорил, как о «моей войне» . Маккейн провёл «американизацию» многих логистических процедур в камбоджийских вооруженных силах. Маккейн принял сторону Киссинджера и Объединенного комитета начальников штабов в разногласиях с посольством США в Камбодже и министром обороны США Мелвином Лэйрдом в принятии милитаризации американской политики по отношению к Камбодже. (В этом споре Киссинджер одержал верх). Лон Нол постоянно высказывал благодарность по отношению к Маккейну и даже подарил ему слона (вскоре получившего прозвище «Cincpachyderm»), который оказался слишком большим для перевозки на самолёте DC-6 Маккейна.
Маккейн был весьма обеспокоен северовьетнамским присутствием в Лаосе. Он выступал за операцию Лам Сон 719. В феврале-марте 1971 года южновьетнамские войска при поддержке американцев вторглись в юго-восточную часть Лаоса. Маккейн заявил адмиралу Томасу Муреру, председателю объединённого комитета начальников штабов, что наступление на тропы Хо Ши Мина может вынудить премьер-министра Лаоса принца Сувана Фуму «сбросить маску нейтралитета и открыто вступить в войну».
Каждый год, пока Маккейн занимал пост главы Тихоокеанского командования, он наносил рождественский визит американским войскам в Южном Вьетнаме ближайшим к демилитаризованной зоне. Порой он оставался один и смотрел на север, словно пытаясь быть как можно ближе к сыну. Маккейн-третий позднее заявил, что в течение нескольких лет ему десятки раз сообщали визитах его отца в демилитаризованную зону. В ходе операции «Лайнебекер» американская авиация провела массированную бомбардировку Северного Вьетнама, в зоне поражения оказались и цели в Ханое. Маккейн ежедневно отдавал приказы, зная, что его сын находится в плену в Ханое.
В марте 1972 года администрация президента Никсона объявила, что адмирал Ноэль Гейлер займёт пост главы Тихоокеанского командования после Маккейна, несмотря на просьбу Маккейна к Никсону продлить его срок пребывания на этом посту до завершения войны . Срок Маккейна на посту закончился 1 сентября 1972 года, в этот день была проведена церемония в Гонололу. Президент Никсон отметил вклад трёх поколений Маккейнов: «В истории Маккейнов мы видим величие Америки» и наградил Маккейна золотой звездой к Военно-морскому кресту (повторное награждение)  . Следующие два месяца Маккейн прослужил специальным помощником руководителя военно-морскими операциями адмирала Элмо Замволта.
Киссинджер впоследствии охарактеризовал подход Маккейна к Вьетнамской войне: «Он сражался за победу, чего требовали  его воспитание  и инстинкт и чего запрещала политическая реальность.»

## Отставка и смерть
Адмирал Маккейн ушёл в отставку 1 ноября 1972 года. Церемоний не было, поскольку она стала бы излишней после церемонии в Гонололу за два месяца до этого. Один из сотрудников сказал: «Он просто не вышел сегодня на работу.»
В начале 1973 года после заключения Парижского мирного соглашения сын Маккейна был освобождён из вьетнамского плена и был репатриирован в США.
В 1975 году Маккейн посетил Белый дом и обсудил вопросы подготовки военно-морских сил с президентом Джеральдом Фордом. В конце 1970х Маккейн часто выступал в роли советника по военно-морским вопросам у Рональда Рейгана, который готовился к президентским выборам. В январе 1978 года Маккейн участвовал в акции «Отряд правды о Панамском канале», возглавляемой сенатором Полом Ланксалтом, с целью побудить Сенат выйти из договора по Панамскому каналу. Маккейн понимал, что передача канала под контроль Панамы будет угрожать безопасности США и откроет для СССР доступ в регион.
Маккейн был огорчён отставкой из рядов ВМС, случившейся против его воли, здоровье адмирала надолго ухудшилось. Его сын Джон отметил, что отца настигли «долгие годы кутежей и пьянок», несмотря на более позднее успешное излечение в рядах общества анонимных алкоголиков.
Маккейн умер 22 марта 1981 года от инфаркта на борту военного самолёта на пути из Европы рядом с женой (самолёт совершил посадку в г. Бангор, штат Мэн, где была констатирована смерть Маккейна, после чего самолёт взял курс на базу ВВС Эндрюс, что привело к слухам о смерти Маккейна в г. Вашингтон). Он был погребён на Арлингтонском национальном кладбище 27 марта 1981 года.

## Награды и почести
Джон Сидни Маккейн-младший удостоился следующих наград и знаков отличия:
|                                                                                      |  |                                                                                      |
| Золотая звезда повторного награждения · Navy blue ribbon with central gold stripe    |  | Золотая звезда повторного награждения · Золотая звезда повторного награждения        |
|                                                                                      |  | Золотая звезда повторного награждения                                                |
| Бронзовая звезда за службу                                                           |  | Бронзовая звезда за службу · Бронзовая звезда за службу · Бронзовая звезда за службу |
| Бронзовая звезда за службу · Бронзовая звезда за службу · Бронзовая звезда за службу |  |                                                                                      |
| Бронзовая звезда за службу                                                           |  |                                                                                      |
| Бронзовая звезда за службу · Бронзовая звезда за службу · Бронзовая звезда за службу |  |                                                                                      |
|                                                                                      |  |                                                                                      |
|                                                                                      |  |                                                                                      |

| Submarine warfare badge                                                                |                                            |                                                                                       |
| Медаль ВМС «За выдающуюся службу» с одной 5/16 дюймовой звездой повторного награждения | Серебряная звезда                          | Орден «Легион почёта» с двумя звёздами                                                |
| Бронзовая звезда с боевой литерой "V"                                                  | Похвальная медаль ВМС с боевой литерой "V" | Боевая ленточка с одной звездой                                                       |
| Медаль «За защиту Америки» с пряжкой "FLEET"                                           | Медаль «За Американскую кампанию»          | Медаль «За Европейско-африканско-ближневосточную кампанию» с тремя звёздами за службу |
| Медаль «За Азиатско-тихоокеанскую кампанию» с тремя звёздами                           | Медаль Победы во Второй мировой войне      | Медаль «За оккупационную службу» с пряжкой "АЗИЯ"                                     |
| Медаль «За службу национальной обороне» (США) с одной звездой                          | Медаль «За службу в Корее»                 | Медаль экспедиционных вооружённых сил                                                 |
| Медаль «За службу во Вьетнаме» с тремя звёздами                                        | Орден «Легион почёта» (Филиппины)          | Order of National Security Merit, 1st Class (South Korea)                             |
| Медаль «За службу ООН в Корее»                                                         | Медаль вьетнамской кампании                | Медаль «За службу на Корейской войне»                                                 |
| Submarine Combat Patrol insignia                                                       |                                            |                                                                                       |

Маккейн также удостоился медали «За службу в Китае».
В честь обоих адмиралов Маккейнов был назван эсминец USS John S. McCain (DDG-56) типа «Арли Бёрк».
Джон Маккейн-третий подробно написал о своём отце в книге 1999 года «Faith of My Fathers». В 2005 году вышел телесериал по мотивам книги, роль Маккейна-второго сыграл актёр Скотт Гленн.
Внук Маккейна Джон С. «Джек» Маккейн IV в 2009 году окончил Военно-морскую академию США став Джоном С. Маккейном в четвёртом поколении - выпускником академии. Он стал военно-морским авиатором, как его отец и прадед.

### Собственные работы
- McCain, John S. Jr. Where Do We Go From Here? (неопр.) // Proceedings. — United States Naval Institute, 1949. — January (т. 75, № 1). — С. 47—52.
- McCain, John S. Jr. Amphibious warfare during the next decade (неопр.) // Proceedings. — United States Naval Institute, 1963. — January (т. 89, № 1). — С. 104—111.
- McCain, John S. Jr. (1 ноября 1963). New Four Ocean Challenge. Vital Speeches of the Day.
- McCain, John S. Jr. The New Four Ocean Challenge (неопр.). — Washington, D.C.: Военно-морское министерство США, Bureau of Naval Personnel[англ.], Office of the Special Assistant for Leadership Development, 1964.
- McCain, John S. Jr. (15 июня 1966). Total Wet War. Vital Speeches of the Day.
- McCain, John S. Jr. The Expanding Scope of Sea Power (неопр.). — Washington, D.C.: Военно-морское министерство США, Bureau of Naval Personnel[англ.], 1967.
- John McCain. The Reminiscences of Admiral John S. McCain Jr., U.S. Navy (retired) (англ.). — Annapolis, Maryland: United States Naval Institute, 1999.